# Tamás Kiss (piłkarz)
Tamás Kiss (ur. 24 listopada 2000 w Győrze) – węgierski piłkarz grający na pozycji pomocnika. Od 2025 roku zawodnik cypryjskiego Anorthosisu Famagusta.

## Kariera klubowa
Dorastał w Tét, gdzie rozpoczął treningi w szkółce lokalnego klubu Tét SE. Następnie przeniósł się do Győru, gdzie występował w Gyirmót SE. W maju 2011 przeprowadził się do Szombathely w 2011 roku, do Illés Akadémia, czyli akademii piłkarskiej Szombathely Haladás, gdzie zdobył nagrodę piłkarza roku 2015, a także odbył testy w austriackim klubie Red Bull Salzburg.
W sezonie 2016/2017 kilka razy trenował z seniorską drużyną Haladás, a w 19. kolejce, 11 grudnia 2016, otrzymał szansę gry w najwyższej klasie rozgrywkowej, wchodząc w połowie meczu z Videotonem FC. Dzięki temu, przypadły mu dwa rekordy Nemzeti Bajnokság I – stał się pierwszym zawodnikiem urodzonym w 2000 roku i najmłodszym graczem, który zadebiutował w lidze, mając 16 lat i 16 dni.
Swojego pierwszego gola strzelił w 12. kolejce sezonu 2017/2018 przeciwko broniącemu tytułu Honvédowi Budapeszt, w swoim siódmym meczu ligowym. Przełożyło się to na kolejny rekord, Kiss stał się pierwszym strzelcem w węgierskiej lidze, który urodził się w 2000 roku, zdobywając bramkę w wieku 16 lat i 11 miesięcy.
Latem 2018 roku, Kiss podpisał trzyletni kontrakt z Puskás Akadémią. Pierwszą bramkę dla klubu zdobył 4 sierpnia 2018 w meczu 3. kolejki NB I z MTK Budapeszt. W sezonie 2019/2020 grał głównie jako zmiennik, chociaż strzelił hat tricka i zaliczył trzy asysty w wygranym aż 15:0 meczu pucharowym z Maglódi TC, to wystąpił w zaledwie dziesięciu meczach ligowych i został wypożyczony do Diósgyőri VTK na resztę sezonu.

## Kariera reprezentacyjna
Grał na wielu szczeblach młodzieżowych reprezentacji. 12 listopada 2021 zadebiutował w dorosłej reprezentacji w meczu eliminacji do Mistrzostw Świata 2022 przeciwko San Marino.